# Tabarnia

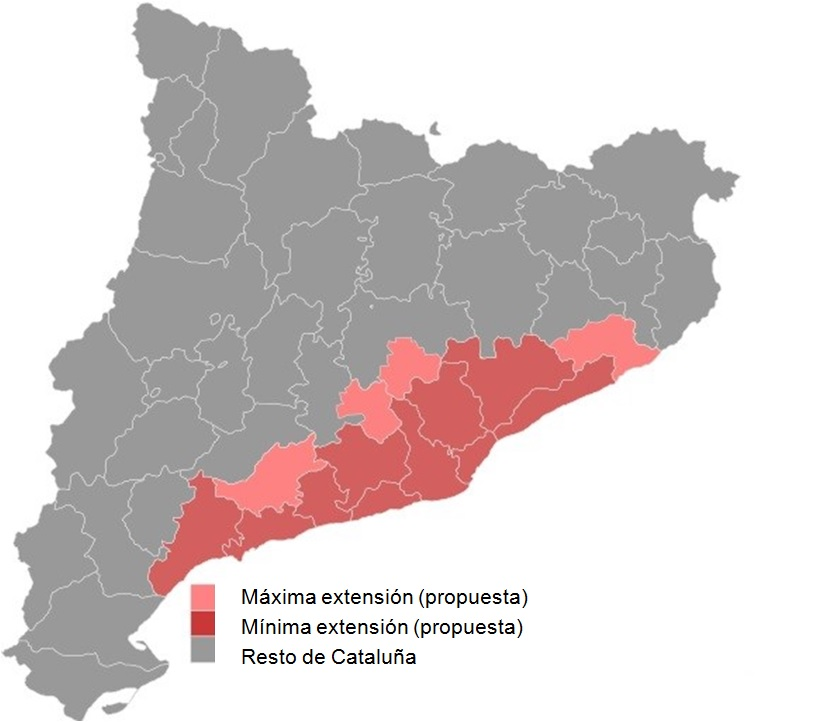
Tabarnia.

Tabarnia este o platformă care susține crearea unei noi comunități autonome în Spania, comunitate formată din zonele metropolitane ale Barcelonei și Tarragonei. Mișcarea a luat ființă după încercarea de organizare a unui referendum declarat ilegal de către Curtea Constituțională spaniolă pe tema independenței Cataloniei. Legea electorală permite provinciilor Lleida și Girona (cele mai sărace provincii ale Cataloniei) să aibă câte un deputat la fiecare 20-30 de mii de locuitori, spre deosebire ce provincia Barcelona unde este câte un deputat pentru fiecare 49000 locuitori. Tabarnia este puternic industrializată, produce 85% din produsul intern brut al Cataloniei și este puternic legată de Spania și Uniunea Europeană. De asemenea, prin votul lor din 21 decembrie 2017, cetățenii acestei regiuni și-au manifestat susținerea partidelor care doresc respectarea Constituției spaniole.